# Френсіс Готон
Френсіс Готон  (англ. Frances Houghton, 19 вересня 1980) — британська веслувальниця, олімпійська медалістка.

## Виступи на Олімпіадах
| Олімпіада   | Дисципліна     | Місце |
| ----------- | -------------- | ----- |
| Сідней 2000 | двійка парна   | 9     |
| Афіни 2004  | четвірка парна | 2     |
| Пекін 2008  | четвірка парна | 2     |